# リターン・トゥ・ベース
『リターン・トゥ・ベース』（R2B: Return to Base、ハングル: 알투비: 리턴투베이스; RR: Altubi: Riteontu Be-iseu）は、絶賛された1986年の映画『トップガン』を大まかに基にした2012年の韓国映画（航空アクション映画）である。戦闘機のパイロットが繰り広げる空中戦を描いている。監督はキム・ドンウォン。
2012年8月14に公開され、日本では2012年12月1日公開。
リターン・トゥ・ベース(Return to Base)とは"基地帰還"を意味する軍事用語である。
映画スターのレイン、シン・セギョン、ユ・ジュンサンが主役を演じた。キム・ドンウォン監督で、申相玉の1964年の映画『空爆作戦命令』をリメイクしたもの 。
戦闘飛行ユニットに降格された、才能がありながら問題を起こしているエリート空軍パイロットを描く。
この映画は、2011年9月に撮影された後、10月に兵役に就く前のRainの最終演技プロジェクトであった。
この映画は、『ブラックイーグル』(Black Eagle)、『ソア・イントゥ・ザ・サン』（Soar Into the Sun）という別のタイトルでも知られている

## あらすじ
ブラックイーグルス曲技飛行チームの韓国空軍パイロットであるチョン・テユン大尉（ピ）は腕利きな問題児。航空ショーで禁止されている危険な曲芸飛行を敢行し、“第21戦闘飛行隊"への転属を命じられる。仲間のパイロットとは打ち解けるテフンだったが、そこで彼は、ユニット自身のトップガンであるチョルヒ（ユ・ジュンサン）と出会う。テフンは自由奔放であるのに対し、チョルヒはルールに従ってプレーするため、2人はすぐに対立。規則を重んじる隊長チョルヒと衝突してしまう。南北間に平和な空気が漂っていたある日、脱北を装った北朝鮮軍のMiG-29戦闘機がソウルへ侵入、哨戒中の第21戦闘飛行隊との交戦に発展してしまう。首都上空での激しいバトルの末、撃退に成功するが、これは朝鮮半島全体を脅かす巨大な陰謀の始まりにすぎなかった。国家の危機を救うため、テフンはチョルヒと手を組み、“リターン・トゥ・ベース"作戦を実行すべく最前線へと向かう。しかし、偵察任務が予期せず事件になったとき、二人は行方不明の同志を救出し、南北間の核交換を回避するために協力。任務の結果、F-15が非武装地帯の北朝鮮側で撃墜され、朝鮮人民空軍MiG-29が韓国領空に入り、ソウルを攻撃。
救助任務が送られ、AGM-65 マーベリック、 JDAMS 、サイドワインダーで武装したKAI T-50とF-15Kが関与する。ストライクパッケージによってサポートされている重武装のブラックホークヘリコプターで韓国空軍パラレスキューによる救助作戦が行われる。F-15Kパイロットは、以前にソウルを攻撃したMiG-29を迎撃。 AIM-9サイドワインダー空対空ミサイルを使用して撃墜に成功する。ドッグファイト中、MiG-29は失速し、F-15Kのパイロットに撃墜する機会を与える。救助任務と核サイロに対するストライキは成功し、SAMを回避しようとしている間T-50は失われたにもかかわらず、パイロットは生き残ったのである。最後にユングが倒れた同志に最後の敬意を表していることを示している 

## 登場人物・キャスト
チョン・テフン
演 - チョン・ジフン (Rain)、声 - 川田紳司
主人公。階級は空軍大尉。航空ショーの最中に「毎日同じでつまらない」という理由で、禁止されている危険な曲芸飛行を行い、戦闘部隊“第21戦闘飛行隊"への異動を命じられた。
イ・チョルヒ
演 - ユ・ジュンサン、声 - 新垣樽助
ファルコン編隊長。階級は少領。常に厳格で規則と道理を重要視する徹底的な原則主義者。自分とは正反対の性格を持ったテフンが第21戦闘飛行隊に入ってきてからは事あるごとにテフンとぶつかるようになる。
ユ・セヨン
演 - シン・セギョン、声 - 木下紗華
整備士。階級は中士。無欠陥整備連続300回の記録を持つ。
パク・テソ
演 - キム・ソンス、声 - 東地宏樹
編隊長。妻とは他界し、1人の息子を持つ。テフンとは空軍士官学校の先輩後輩の仲であるテソは、左遷されて来たテフンが馴染めるようにとそばで面倒をみる。
オ・ユジン
演 - イ・ハナ、声 - 寺田はるひ
F-15Kの兵装システム士官。階級は大尉。テフンと同期。テソに片思いしている。
チョ・テボン
演 - チョン・ギョンホ、声 - 白熊寛嗣
パイロット。

## 登場兵器
韓国軍
- F-15K
- TA-50
- E-737
- UH-60 
- CH-47

北朝鮮軍
- Mig-29
- Ka-32

## 撮影
CGを極力使わず、空軍全面協力のもと、高度7,500mから13,000m上空での撮影を行った。『インセプション』や『ダークナイト』を撮影した空中撮影チームによる。リアリティのあるスカイアクション映画を作るためには、セット撮影だけではなく、空軍部隊で直接撮影することが必須であったため、幾度の説得のあげく韓国空軍は本作の製作意図を高く評価し、清州（チョンジュ）17戦闘飛行団と空軍士官学校、 そして国内で唯一、F-15Kを保有している大邱（テグ） 11戦闘飛行団内での撮影を許可している。主人公役であるチョン・ジフンは本物の戦闘機に乗るために実際のパイロットと同様の過酷な訓練を行った。

## 国際リリース

### 需要
空中アクションが話題を誘い、公開前にすでに英国、フランス、ドイツ、カナダ、タイ、台湾、シンガポール、マレーシアなど海外30カ国に先行販売された。
映画の公開前に、タイ、台湾、インド、インドネシア、マレーシア、その他のアジア地域、イギリス、フランス、ドイツ、イタリアを含む30か国に販売されたと報告されています また、8月24日にロサンゼルスで初公開され、カナダのサンディエゴ、シアトル、ダラス、アトランタ、ワシントンDC、フィラデルフィア、ニュージャージー、ニューヨーク、ホノルル、トロント、バンクーバーで継続して、北米の13都市で上映される予定。 8月31日にシカゴで閉幕する 